# GUS plc
GUS plc war ein Einzelhandelsunternehmen, ehemals gelistet an der London Stock Exchange im FTSE 100, aus Großbritannien.
GUS plc hatte seinen Hauptsitz in London und beschäftigte 2004 rund 55.000 Mitarbeiter.
Die Firma des Unternehmens ist eine Abkürzung für Great Universal Stores (Firma bis 2001).
Das Unternehmen hatte bis Oktober 2006 folgende verschiedene Unternehmensbereiche:
- HRG - Die Home Retail Group mit den Unterbereichen
  - ARG Financial Services: Anbieter von Karten zum Einkauf, wie die Argos Card, und von Argos Versicherungsprodukten
  - Argos (früher zugehörig zum Unternehmen British American Tobacco):die größte Einzehandelsunternehmen im Katalogversand
  - Experian: eine Agentur zur Kreditprüfung
  - Homebase (früher zugehörig zum Unternehmen J Sainsbury)

## Unternehmensgeschichte
Universal Stores wurde 1900 in Manchester, England von Abraham und George Rose gegründet. Im Jahre 1930 änderte das Unternehmen seinen Namen in "The Great Universal Stores Limited". Im folgenden Jahr ging das Unternehmen an die London Stock Exchange.
2001 wechselte der Name des Unternehmens zu GUS plc. 2004 verkaufte GUS plc seinen Katalogversand an die Brüder David und Frederick Barclay, die dieses in ihr Littlewoods-Geschäft einbrachten.
Am 10. Oktober 2006 wurde GUS in zwei verschiedene Unternehmen geteilt und die HRG abgespalten.